# Eduard Paar
Eduard Maria Mikuláš hrabě z Paaru (německy Eduard Maria Nikolaus Graf von Paar; 5. prosince 1837 Vídeň – 1. února 1919 Vídeň) byl rakousko-uherský generál z knížecího rodu Paarů usazeného v Čechách. Celou kariéru strávil v rakousko-uherské armádě, nakonec dosáhl hodnosti generálplukovníka. Třicet let patřil k vlivným osobnostem Rakouska-Uherska jako generální pobočník císaře Františka Josefa (1887–1916). Kromě řady rakouských a zahraničních vyznamenání byl rytířem Řádu zlatého rouna. Je pohřben v rodinné hrobce v Bechyni.

## Životopis

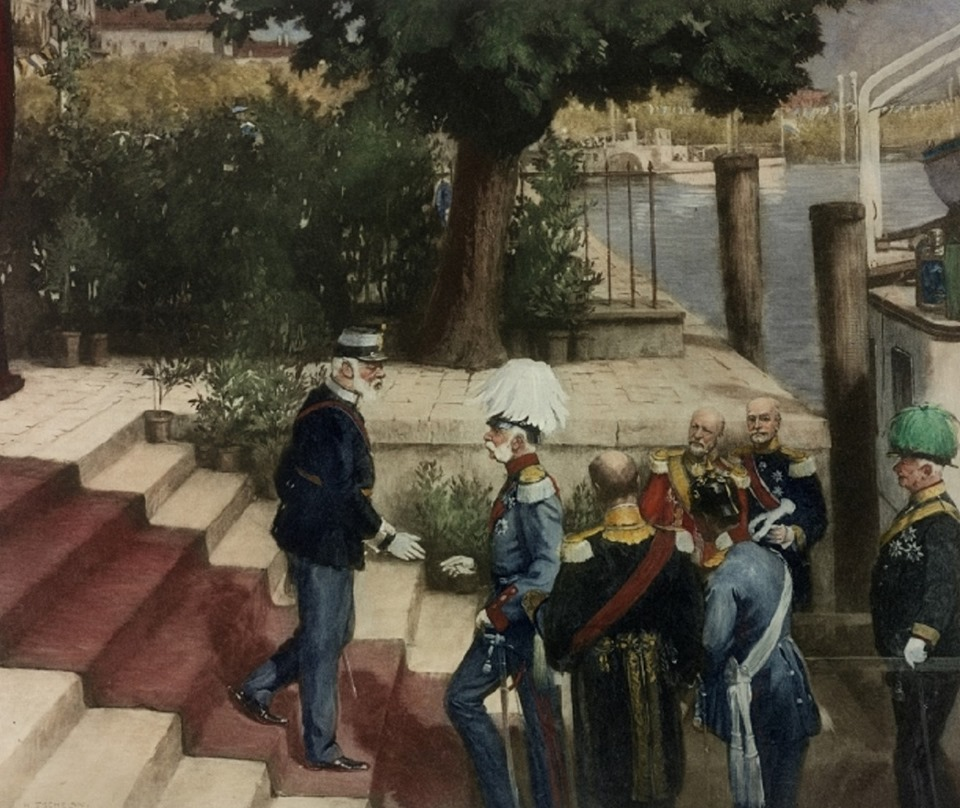
Generální pobočník Eduard z Paaru (zcela vpravo) doprovází císaře Františka Josefa na návštěvě v Bavorsku (1909)

Pocházel ze starého šlechtického rodu Paarů, narodil se jako třetí syn knížete Karla z Paaru (1806–1881), matka Ida Leopoldina (1811–1884) patřila ke knížecí rodině Lichtenštejnů. 
Absolvoval gymnázium ve Vídni, poté studoval na Tereziánské vojenské akademii ve Vídeňském Novém Městě a do armády vstoupil v hodnosti poručíka. Sloužil u jezdectva, za války se Sardinií bojoval v bitvě u Magenty. V roce 1866 se v hodnosti rytmistra stal císařským pobočníkem, téhož roku obdržel titul c. k. komořího. V roce 1874 v hodnosti plukovníka převzal velení dragounského pluku č. 4. V roce 1879 byl povýšen do hodnosti generálmajora a stal se velitelem 4. jezdecké brigády v Budapešti. V roce 1884 obdržel hodnost c.k. polního podmaršála a od té doby působil trvale přímo u císařského dvora, byl jmenován též c. k. tajným radou (1887). V letech 1887–1916 byl generálním pobočníkem císaře Františka Josefa a patřil k důležitým osobnostem dvorního aparátu. Jako důstojník měl vliv na císařova rozhodnutí v oblasti armády, častým poradcem byl ale také v politických otázkách. Z titulu své funkce byl také osobním účastníkem dramatických momentů života Františka Josefa. V roce 1898 mu předal telegram o zavraždění císařovny Alžběty a v roce 1914 informoval císaře o atentátu na následníka trůnu Františka Ferdinanda.

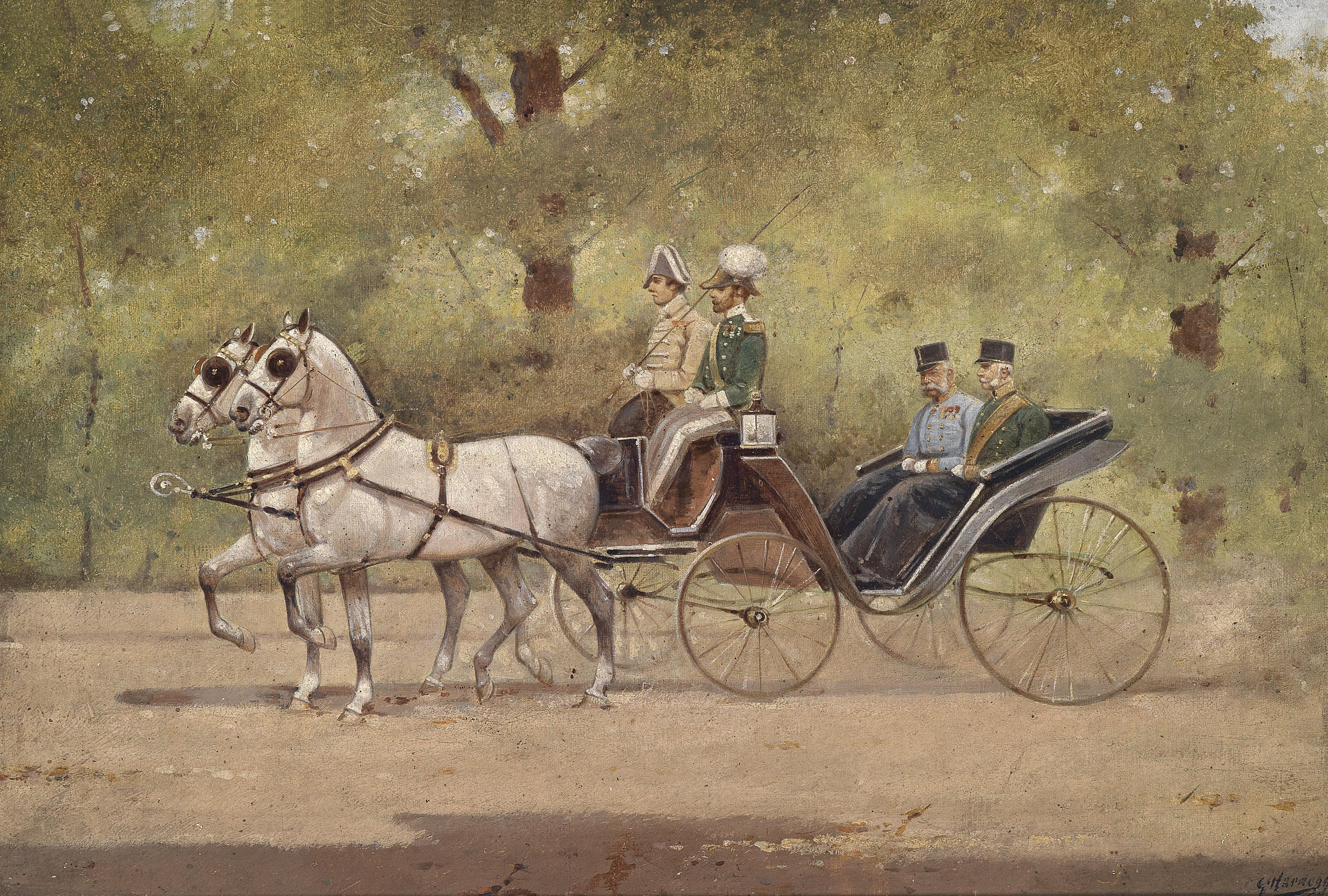
Eduard Paar na projížďce s císařem Františkem Josefem (1900)

V roce 1891 dosáhl hodnosti c. k. generála jezdectva a nakonec byl krátce před smrtí Františka Josefa povýšen do hodnosti c. k. generálplukovníka (1916). Funkci generálního pobočníka vykonával ještě krátce pro nového císaře Karla I., ten si ale brzy vybral mladší spolupracovníky a ke konci roku 1916 byl Paar uveden do stavu disponibility. Do výslužby odešel formálně až k 1. prosinci 1918. Krátce po zániku monarchie zemřel ve Vídni, pohřben byl v rodové hrobce v klášterním kostele Nanebevzetí Panny Marie v Bechyni.  Během dlouholeté služby v blízkosti císaře dostal řadu darů, jimiž obohatil umělecké sbírky na zámku v Bechyni.
Jeho nejstarší bratr Karel Jan Václav Paar (1834–1917) byl jako hlava rodu od roku 1881 knížetem a majitelem velkostatků v Čechách, další bratr Alois (1840–1909) dosáhl hodnosti c. k. generála jízdy. Jejich švagry byli významní představitelé šlechty a velkostatkáři v Čechách a na Moravě, například Jaromír Černín z Chudenic (1818–1908) nebo Leopold III. Podstatský-Lichtenštejn (1840–1902).

## Tituly a ocenění
Jako mladší syn knížete užíval od narození titul hraběte. Jako císařský generální pobočník byl v roce 1887 jmenován c. k. tajným radou s nárokem na oslovení Excelence. Během své kariéry v armádě obdržel několik ocenění, ve funkci dlouholetého císařského generálního pobočníka získal řadu vyznamenání od zahraničních panovníků. Jako příslušník nejvyšší šlechty byl v roce 1900 jmenován rytířem prestižního Řádu zlatého rouna. Od roku 1900 byl čestným majitelem dragounského pluku č. 2.

### Rakousko-Uhersko
- Válečná medaile (1878)
- Řád železné koruny I. třídy (1889)
- rytířský kříž Leopoldova řádu (1896)
- Vojenská záslužná medaile (1897)
- Vojenský záslužný kříž III. třídy (1898)
- Jubilejní pamětní medaile (1898)
- velkokříž Řádu sv. Štěpána (1907)
- velkokříž Leopoldova řádu (1908)
- Vojenský jubilejní kříž (1908)
- Vojenský záslužný kříž I. třídy s válečnou dekorací (1916)
- komtur Řádu Františka Josefa (1916)

### Zahraničí
- důstojník Řádu čestné legie (Francie, 1867)
- Řád Fridrichův (Württembersko, 1868)
- Řád sv. Michala (Bavorsko, 1873)
- Řád sv. Anny II. třídy (Rusko, 1877)
- velkokříž Řádu Takova (Srbsko, 1882)
- velkokříž Řádu červené orlice (Německo, 1887)
- Řád knížete Danila I. I. třídy (Černá Hora, 1887)
- velkokříž Řádu rumunské hvězdy (Rumunsko, 1889)
- velkokříž Leopoldova řádu (Belgie, 1889)
- velkokříž Albrechtova řádu (Sasko, 1889)
- Řád lva a slunce I. třídy (Persie, 1889)
- Řád neposkvrněného početí Panny Marie z Vila Viçosa (Portugalsko, 1889)
- Řád bílého orla (Srbsko, 1892)
- Řád thajské koruny I. třídy (Siamské království, 1892)
- Řád bílého sokola (Sasko, 1893)
- velkokříž Řádu württemberské koruny (Württembersko, 1893)
- Řád bílého slona I. třídy (Siamské království, 1897)
- Řád dvojitého draka III. třídy (Čína, 1901)
- Královský řád Viktoriin (Spojené království, 1903)
- Řád sv. Alexandra Něvského (Rusko, 1903)
- velkokříž Konstantinova řádu sv. Jiří (Itálie, 1904)
- velkokříž Řádu Spasitele (Řecko, 1904)
- velkokříž Danebrožského řádu (Dánsko, 1904)
- velkokříž Řádu sv. Olafa (Norsko, 1904)
- velkokříž Královského vojenského řádu za zásluhy (Bulharsko, 1904)
- Královský hohenzollernský domácí řád I. třídy (Německo, 1906)
- Řád Osmanie I. třídy (Osmanská říše, 1906)
- velkokříž Řádu sv. Josefa (Toskánsko, 1907)
- rytíř Řádu černé orlice (Německo, 1908)
- velkokříž Řádu Petra Fridricha Ludvíka (Oldenbursko, 1908)
- velkokříž Řádu Albrechta Medvěda (Anhaltsko, 1908)
- velkokříž Řádu Serafínů (Švédsko, 1909)
- Řád vycházejícího slunce I. třídy (Japonsko, 1911)
- velkokříž Řádu sv. Alexandra (Bulharsko, 1912)
- Železný kříž II. třídy (Německo, 1914)
- Železný kříž I. třídy (Německo, 1914)